# Curtis Jerrells
Curtis Jerrells, né le 5 février 1987, à Austin, dans le Texas, est un joueur américain de basket-ball. Il évolue aux postes de meneur et d'arrière.

## Carrière
En avril 2014, Jerrells est nommé meilleur joueur de la deuxième journée des playoffs de l'Euroligue, ex æquo avec Ioánnis Bouroúsis. Jerrells réalise une évaluation de 17 points et fait 6 passes décisives dans la victoire de l'Olimpia Milan face au Maccabi Tel-Aviv.
En novembre 2017, Jerrells quitte l'Hapoël Jérusalem et revient à l'Olimpia Milan où il signe un contrat durant jusqu'à la fin de la saison 2017-2018.

## Palmarès
- Champion de Serbie 2011
- Coupe de Serbie 2011
- Ligue adriatique 2011
- Champion d'Israël 2017